# Volker Wodzich
Volker Wodzich (5 de noviembre de 1985) es un deportista alemán que compitió en taekwondo. Ganó dos medallas de bronce en el Campeonato Europeo de Taekwondo, en los años 2012 y 2014.

## Palmarés internacional
| Campeonato Europeo | Campeonato Europeo       | Campeonato Europeo | Campeonato Europeo |
| Año                | Lugar                    | Medalla            | Categoría          |
| ------------------ | ------------------------ | ------------------ | ------------------ |
| 2012               | Mánchester (Reino Unido) | Medalla de bronce  | +87 kg             |
| 2014               | Bakú (Azerbaiyán)        | Medalla de bronce  | +87 kg             |